# 전주양현초등학교
전주양현초등학교는 대한민국 전북특별자치도 전주시 덕진구 만성동에 있는 공립 초등학교이다.

## 연혁
- 2019년 3월 1일 전주양현초등학교 개교(초등28학급, 특수 1학급, 계 29학급 편성)
- 2019년 3월 1일 전주양현초등학교 병설유치원 개원(유치원 3학급, 특수 1학급, 계 4학급 편성)
- 2019년 3월 1일 제1대 손주원 교장 부임
- 2019년 3월 7일 초등29학급, 특수1학급, 계30학급 편성
- 2020년 1월 10일 제1회 졸업식(남49명, 여43명, 총92명)
- 2020년 3월 1일 초등36학급, 특수2학급, 계38학급 편성

## 상징
- 교화 - 무궁화
  - 의미 : 나라의 발전을 이끈 무궁화와 함께 성장하는 우리 학교
  - 무궁화 정신을 이어받는 양현 어린이
- 교목 - 소나무
  - 상징 : 꿋꿋한 절개와 의지
  - 늘 푸른 모습으로 자라나는 양현 어린이
  - 의지를 가지고 학습에 정진하는 양현 어린이

## 참고 자료
- 전주양현초등학교 - 한국교육학술정보원 학교알리미